# Колонг (Горњи Пиринеји)
Колонг (фр. Collongues) насеље је и општина у јужној Француској у региону Миди Пирене, у департману Горњи Пиринеји која припада префектури Тарб.
По подацима из 2011. године у општини је живело 150 становника, а густина насељености је износила 70,09 становника/km². Општина се простире на површини од 2,14 km². Налази се на средњој надморској висини од 100 метара (максималној 340 m, а минималној 246 m).

## Демографија
| 1962. | 1968. | 1975. | 1982. | 1990. | 1999. | 2011. |
| ----- | ----- | ----- | ----- | ----- | ----- | ----- |
| 74    | 76    | 91    | 93    | 117   | 111   | 150   |

График промене броја становника у току последњих година